# 范氏玉𭦣
范氏玉𭦣（越南语：／，?—?），越南鄭阮紛爭時期鄭主康王鄭根的淑妃。
她是雷阳县美葛社人，琼郡公范士球之女，农贡县蒲江社廷郡公之外孙女。她为鄭根生下儿子鄭栐。于某年四月十三去世，赠昭仪，加赠淑训，谥号妙美，葬在瑞原县福河社，后改葬宁海窟社。